# Tixkochoh
Tixkochoh es una localidad, comisaría del municipio de Tekantó en el estado de Yucatán localizado en el sureste de México.

## Toponimia
El nombre (Tixkochoh) proviene del idioma maya.

## Demografía
Según el censo de 2005 realizado por el INEGI, la población de la localidad era de 398 habitantes, de los cuales 203 eran hombres y 195 eran mujeres.
| 138                         | 107 | 175 | 172 | 225 | 241 | 260 | 319 | 397 | 400 | 434 | 455 | 398 |
| (Fuente: INEGI [Consultar]) |     |     |     |     |     |     |     |     |     |     |     |     |

## Galería

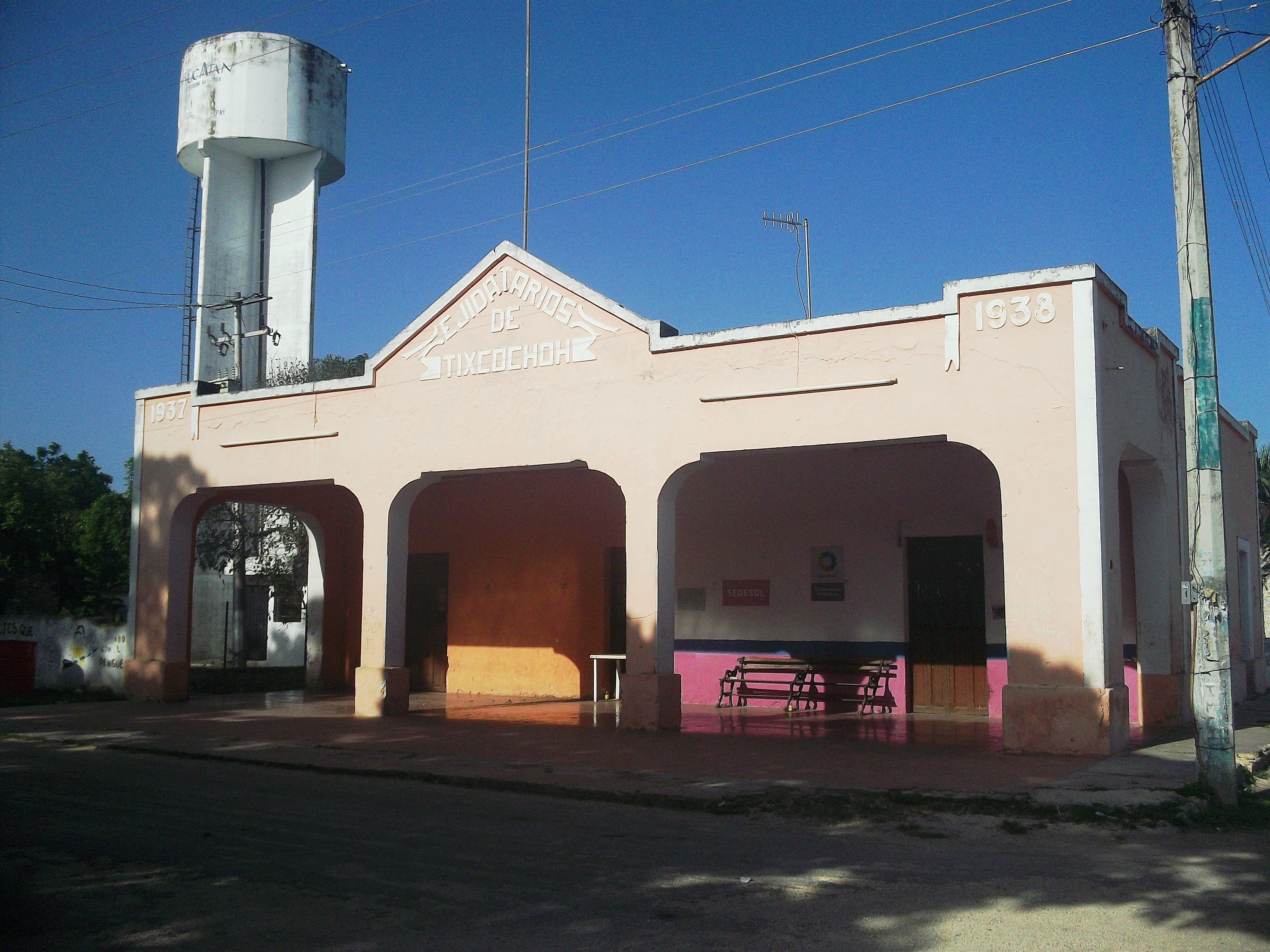
Casa ejidal de Tixkochoh.
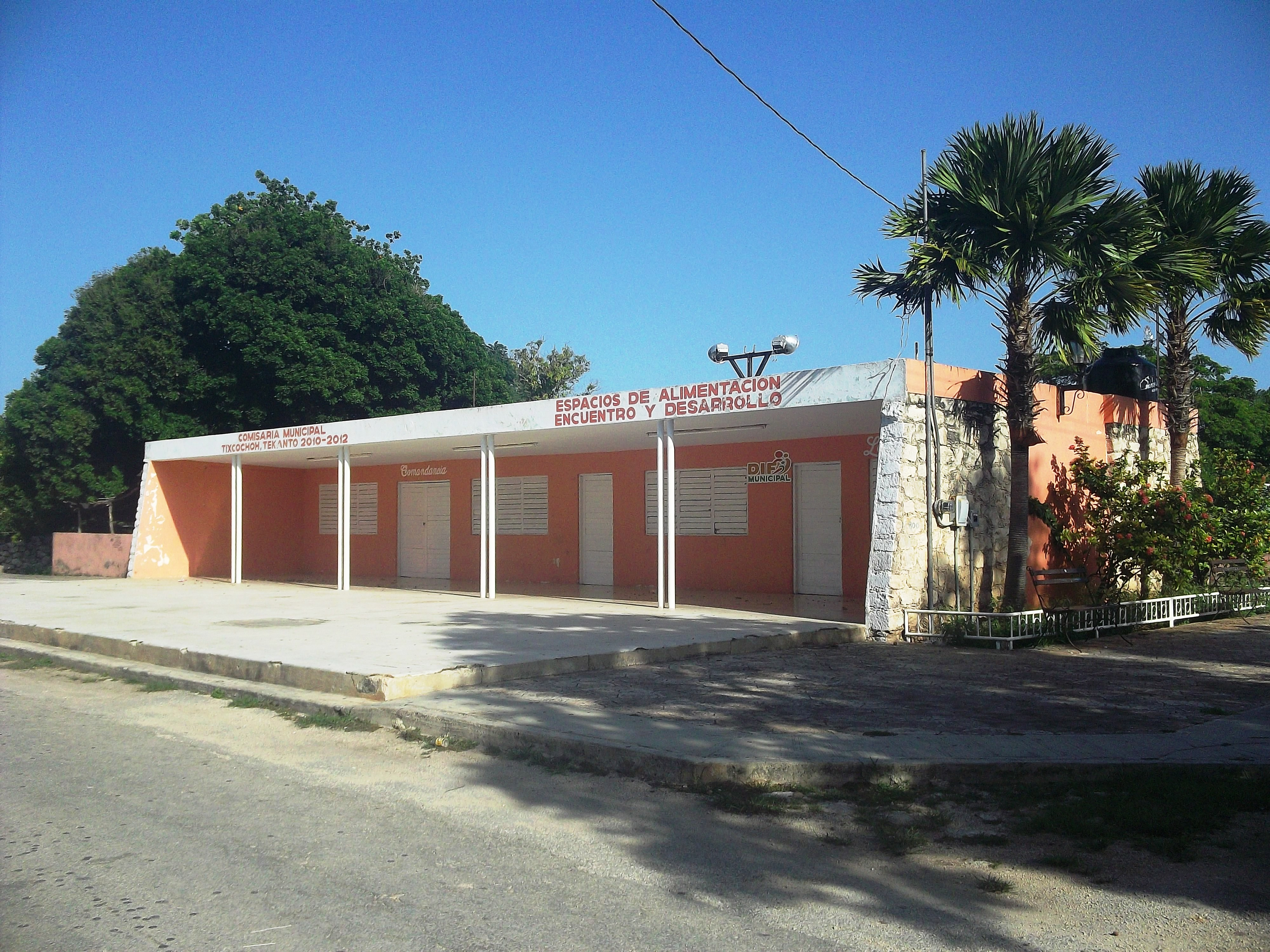
Casa comisarial de Tixkochoh.
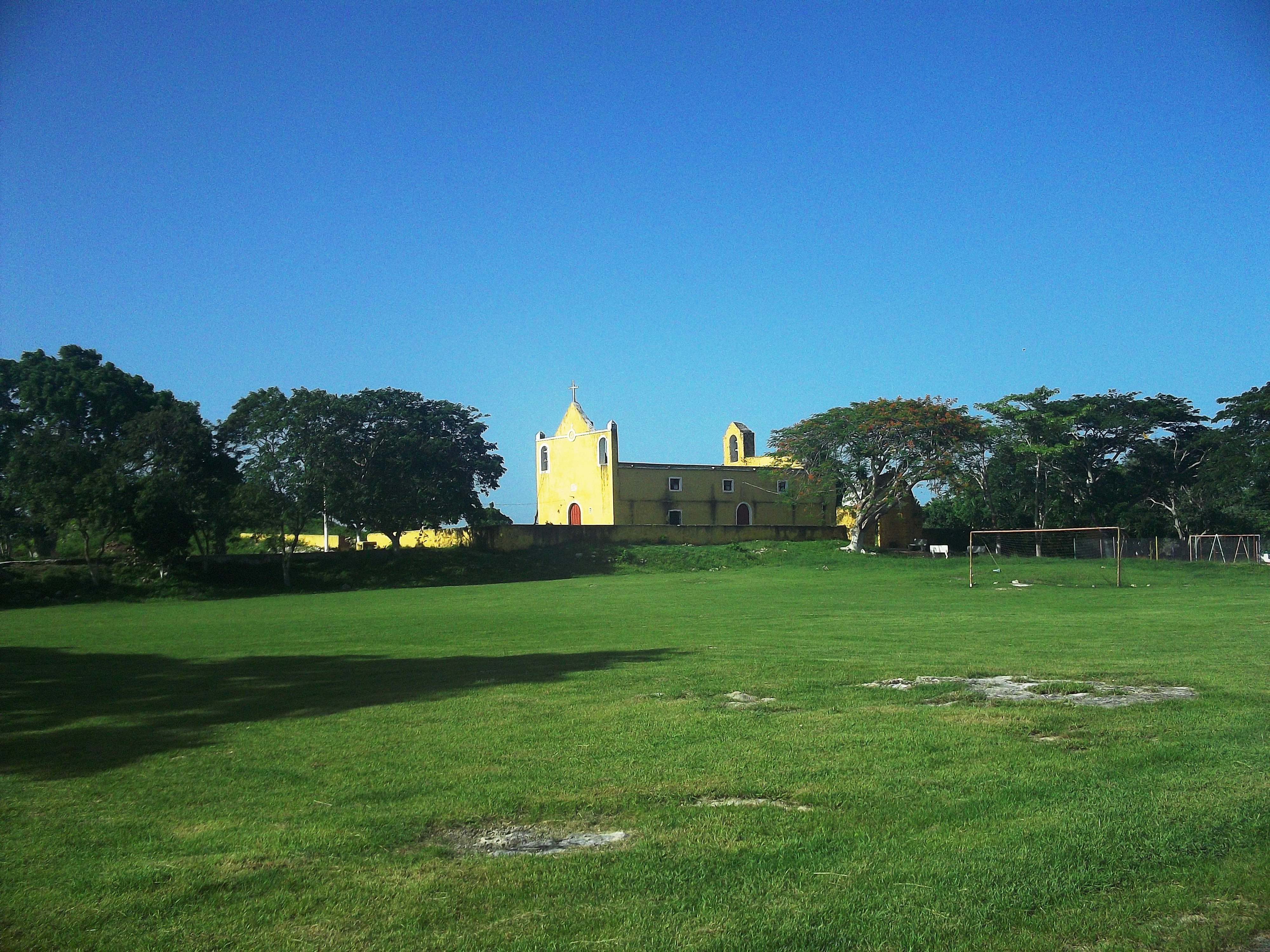
Iglesia principal de Tixkochoh.
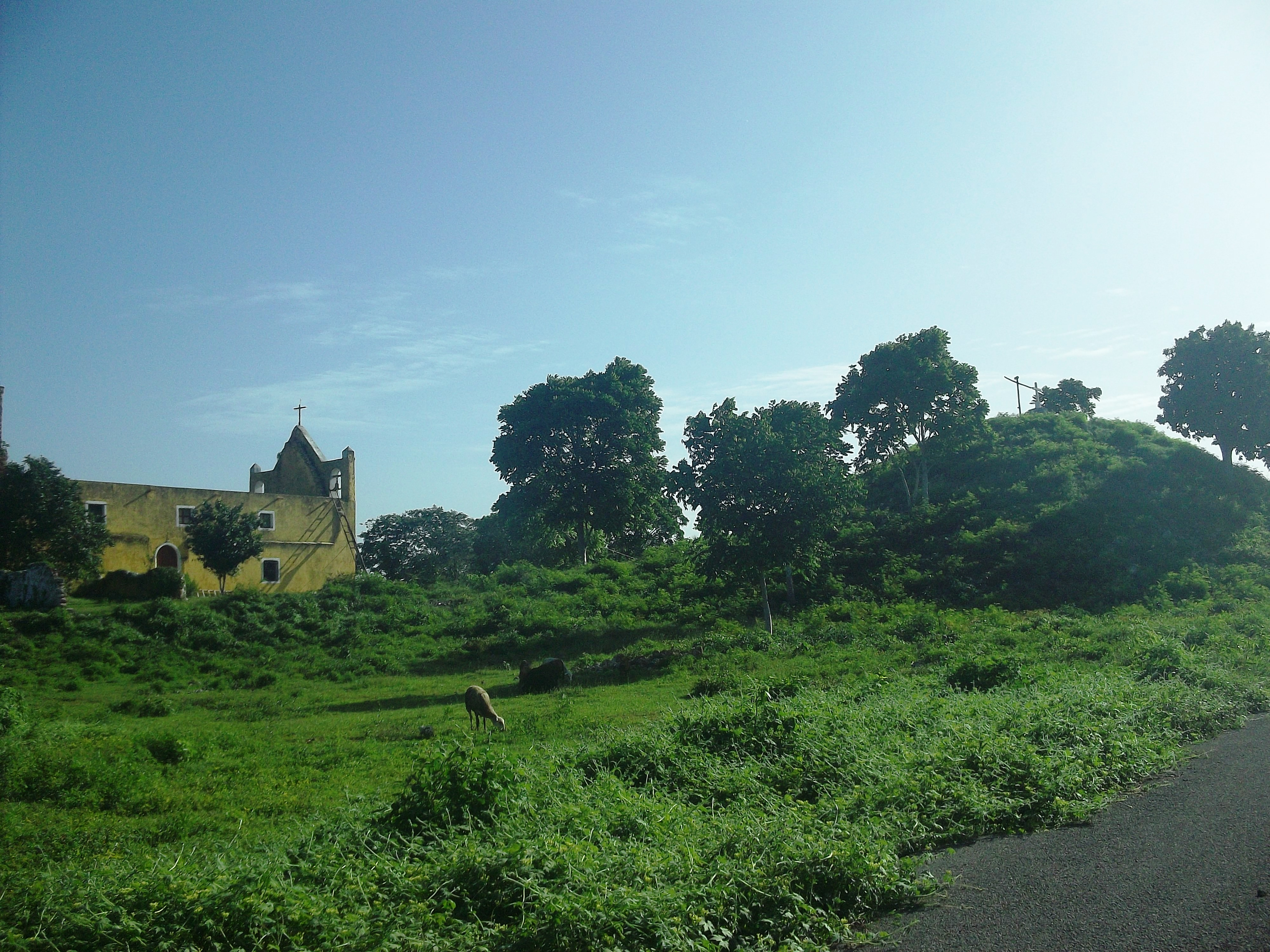
Iglesia principal y vestigios arqueológicos de Tixkochoh.
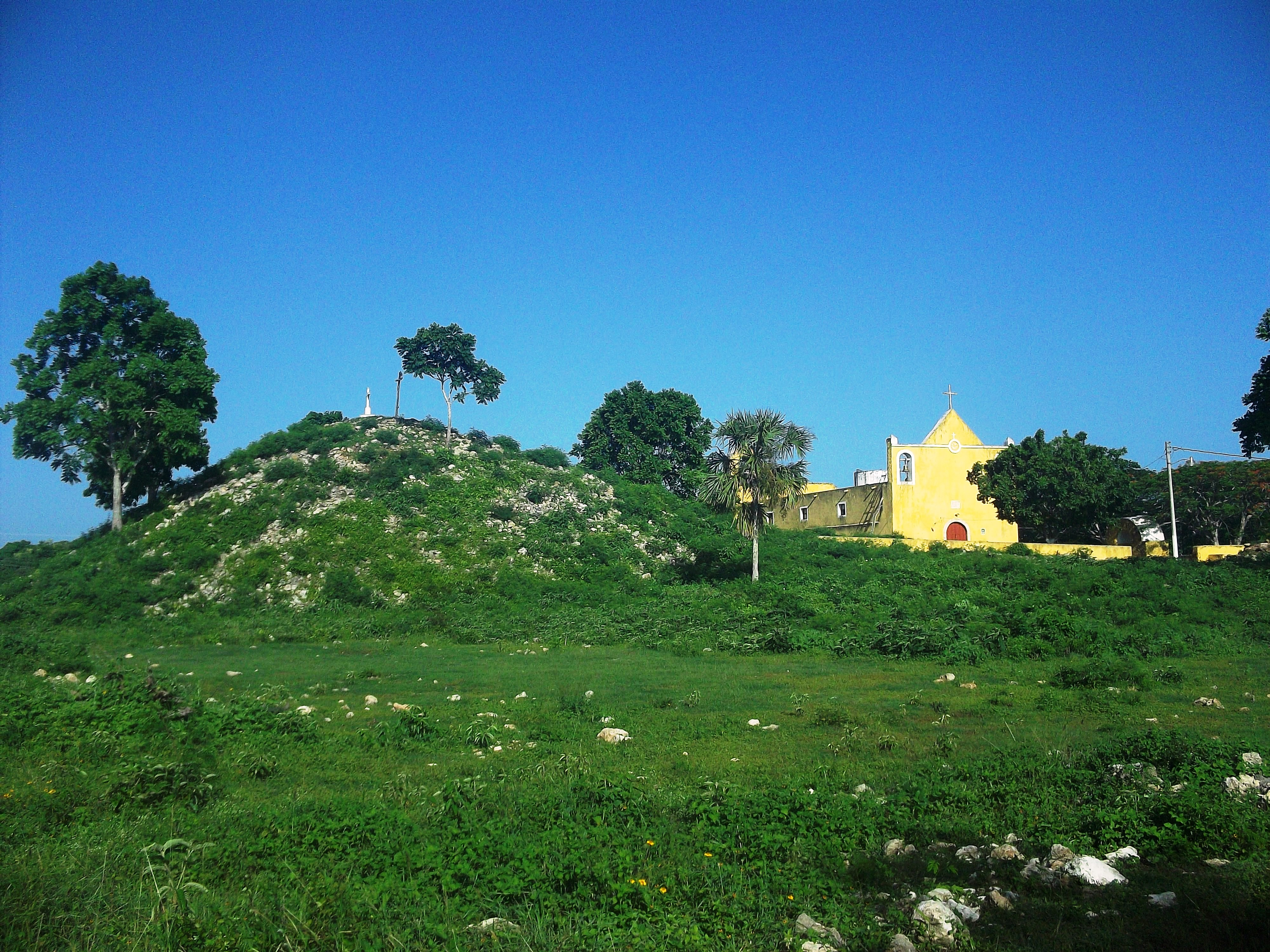
Iglesia principal y vestigios arqueológicos de Tixkochoh.
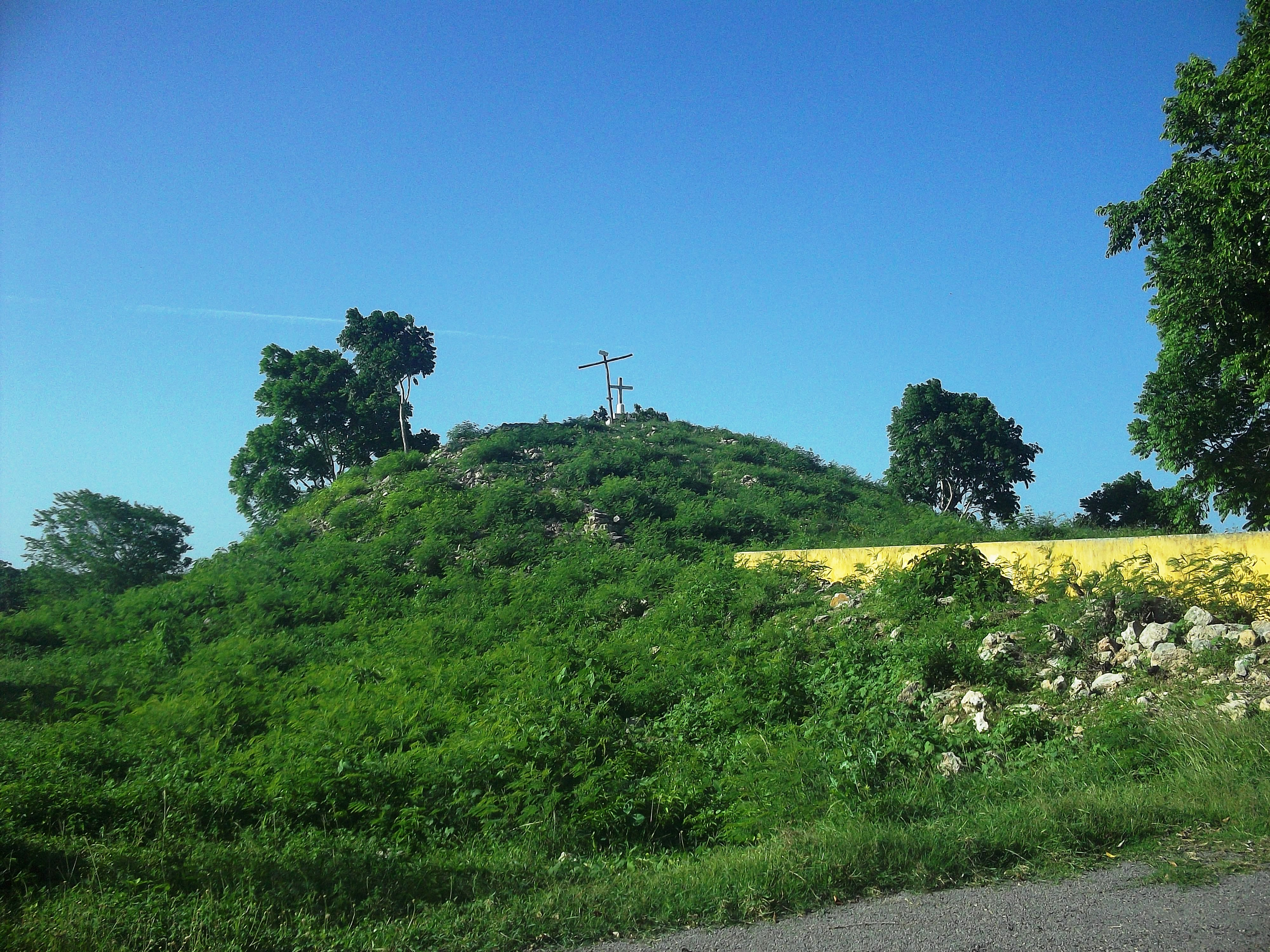
Vestigios arqueológicos de Tixkochoh.
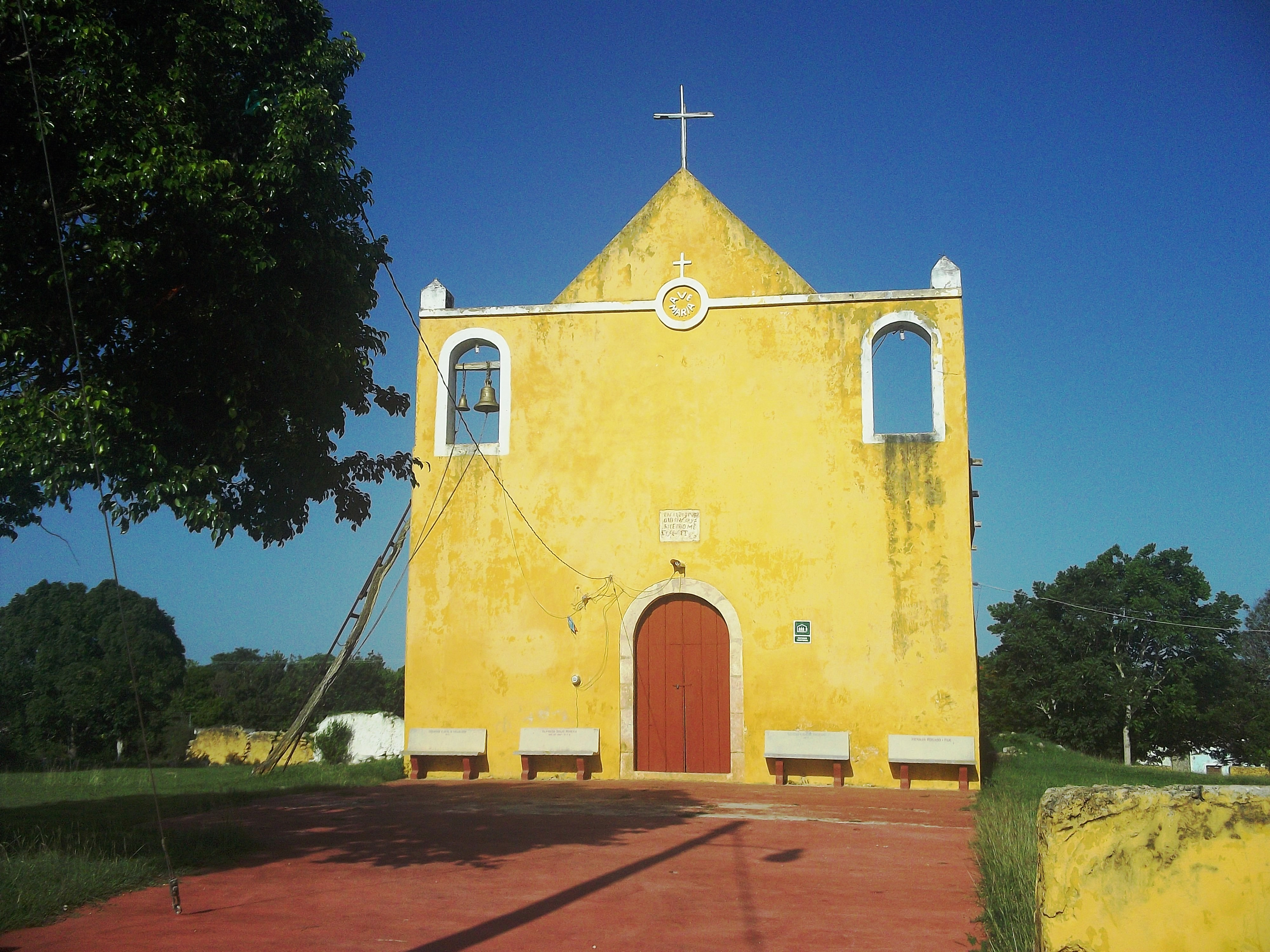
Iglesia principal de Tixkochoh.
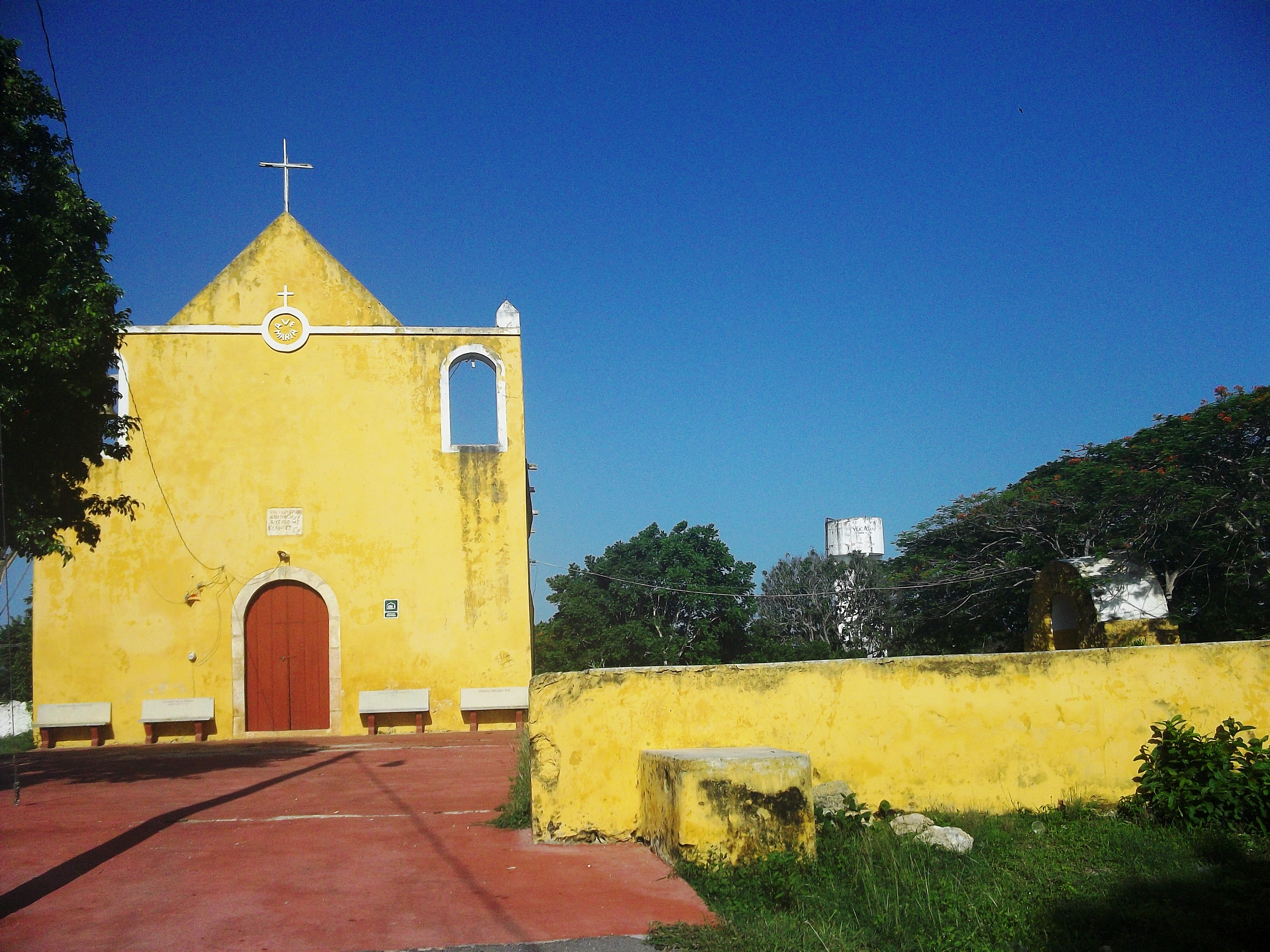
Iglesia principal de Tixkochoh.